# Lucyna Skompska
Lucyna Skompska, właśc. od 2001 Lucyna Skompska-Zapałowicz (ur. 6 stycznia 1949 w Łodzi) – poetka, krytyczka literacka i sztuki, felietonistka, autorka utworów dla dzieci.

## Życiorys
Ukończyła naukę w XVI Liceum Ogólnokształcącym im. H. Sienkiewicza w Łodzi. W 1967 debiutowała na łamach „Odgłosów” wierszem Moja chronometria. W latach 1969–1974 odbyła studia polonistyczne na Uniwersytecie Łódzkim, uzyskując tytuł magistra. Po studiach do 1975 pracowała jako nauczycielka w liceum ekonomicznym w Łodzi. W latach 1990–2004 była kustoszką Muzeum Historii Miasta Łodzi, w którym prowadziła Pracownię Literatury.
Publikowała wiersze, felietony, recenzje literackie i teatralne na łamach m.in. w „Odgłosów” (1969–1972, 1987–1989), „Twórczości” (1969, 1981–1989) i „Nowego Wyrazu” (1972–1976). Publikowała recenzje teatralne na łamach „Teatru” (1989), teksty nt. sztuki współczesnej w „Kalejdoskopie” (1990), „Obiegu”, „Odgłosów” „Bestsellera” (1991), „Exitu” (1991), „Kresów” (1997).
Należała do Związku Literatów Polskich (1984–1994), od 1989 należy do Międzynarodowego Muzeum Artystów, które organizowało festiwal „Konstrukcja w Procesie”. Od 1995 jest członkiem Stowarzyszenia Pisarzy Polskich. Od 1992 należała do rady programowej „Tygla Kultury”, na którego łamach publikowała felietony Od róż do liter (1995–2013) W 2003 została członkiem Kapituły Nagrody im. Z. Dominiaka przyznawanej przez „Tygiel Kultury”, W latach 1999–2002 była jurorką Ogólnopolskiego Konkursu Poetyckiego im. J. Bierezina. W latach 2000–2002 współprowadziła cykl programów kulturalnych pt. Skala wrażliwości w reżyserii Piotra Słowikowskiego, transmitowany w TVP3 Łódź. Była organizatorką spotkań literackich dla uczniów szkół średnich, autorką scenariuszy stałych wystaw nt. Jerzego Kosińskiego (1997), Karla Dedeciusa (1999) i JulianaTuwima (2000) oraz wystaw czasowych.

### Życie prywatne
Jest córką mechanika samochodowego – Tadeusza Skompskiego i Ireny z domu Graczyk. Była żoną poety i satyryka Jana Czarnego (1984–1985), małżeństwo skończyło się śmiercią poety. Od 2001 roku jest żoną neurochirurga Krzysztofa Zapałowicza. Przez większość życia mieszkała w Łodzi, z czasem przenosząc się do Katowic.

## Wyróżnienia
- Nagrody Jury Głównego i Jury Młodych w konkursie Poetycka Jesień Młodych (1966),
- I nagroda w Łódzkim Turnieju Jednego Wiersza (1967), za wiersz pt. Moja chronometria,
- Brązowy Krzyż Zasługi (1989),
- Odznaka „Zasłużony Działacz Kultury” (1989),
- Nagroda Ministra Kultury i Dziedzictwa Narodowego (2006)[1].

## Publikacje
- Miłość śmierć totalizator sportowy. [Wiersze]. Warszawa 1974.
- Dopóki płonie. [Wiersze]. Warszawa: Czytelnik 1981.
- Bez powodu. [Wiersze]. Warszawa: Czytelnik 1986.
- Przygody kota Kacpra i myszki Lulu. [Opowiadanie dla dzieci]. Łódź: Wydawnictwo Łódzkie 1987.
- Wakacje na guziku. [Opowiadanie dla dzieci]. Łódź: Wydawnictwo Łódzkie 1987.
- Un certain passant. [Wiersze] Łódź: Oficyna Bibliofilów 1994.
- Poezja i fotografia. Legionowo: Miejska Biblioteka Publiczna 1994.
- Wiersze wybrane. Łódź: Biblioteka 1997.
- Farby wodne. [Wiersze]. Kraków: a5 2001.
- Kobieta na duszę. Projekt artystyczno-społeczny, czerwiec 2003. [Katalog wystawy]. Łódź: Galeria Manhattan 2003.
- Zakryte / odkryte. [Wiersze]. Warszawa: Nowy Świat 2005.
- Od róż do liter. [Felietony]. Łódź: Fundacja Anima „Tygiel Kultury” 2006.
- Poezja na co dzień. Wybór wierszy. Łódź: SPP. Oddz.: Fundacja Anima „Tygiel Kultury” 2009[1].